# سفيند برينكمان
سفيند برينكمان (بالدنماركية: Svend Brinkmann)‏ هو باحث دنماركي، ولد في 1975.